# مالزی در المپیک تابستانی ۲۰۲۴
کاروان المپیکی مالزی، ورزشکاران خود را عازم بازی‌های المپیک تابستانی ۲۰۲۴ پاریس کرد. این بازی‌ها از ۲۶ ژوئیه تا ۱۱ اوت ۲۰۲۴ (۵ تا ۲۱ امرداد ۱۴۰۳ خورشیدی). آنها در تمامی ادوار پس از بازی‌های المپیک تابستانی ۱۹۵۶ که تحت عنوان مالایا شرکت کردند، به جز در یک دوره، در تمامی ادوار حضور داشتند. مالزیایی‌ها بازی‌های المپیک تابستانی ۱۹۸۰ را که به میزبانی مسکو برگزار شد را به رهبری ایالات متحده آمریکا، تحریم کردند.
کاروان المپیکی مالزی، این دوره از بازی‌ها را با کسب دو مدال برنز به پایان رساند. آنها توانستند در بدمینتون در بخش‌های دوبل و انفرادی مردان به این دو مدال دست یابند. این موفقیت، حداقلی‌ترین نتیجه آنها از سال ۲۰۰۸ بود.
کاروان المپیکی مالزی تاکنون موفق به کسب مدال طلا نشده و این ناکامی در این دوره از بازی‌ها نیز مستمر بود. با این حال، آنها در انتظار المپیک بعدی خواهند بود.
مالزیایی‌ها بازی‌های زیادی را در لحظات آخر واگذار کردند. دوچرخه‌سواران دوبل زنان مالزی، در مسابقهٔ مدال برنز، به تیم ژاپن (متشکل از نامی ماتسویاما و چیهارو شیدا) واگذار کردند. این روند در وزنه‌برداری بخش ۶۱ کیلوگرم مردان که ورزشکار مالزی با ۱ کیلوگرم اختلاف چهارم شد، و همچنین کایرین مردان نیز رخ داد.

## مدال‌آوران
| مدال | ورزشکار              | ورزش     | ماده          | تاریخ |
| ---- | -------------------- | -------- | ------------- | ----- |
| برنز | آرون چیا سوه ووی ییک | بدمینتون | دونفره مردان  | ۴ اوت |
| برنز | لی زی جیا            | بدمینتون | انفرادی مردان | ۵ اوت |

| ورزش     | 1 | 2 | 3 | کل |
| بدمینتون | ۰ | ۰ | ۲ | ۲  |
| کل       | ۰ | ۰ | ۲ | ۲  |

| مدال‌ها بر اساس جنسیت | مدال‌ها بر اساس جنسیت | مدال‌ها بر اساس جنسیت | مدال‌ها بر اساس جنسیت | مدال‌ها بر اساس جنسیت |
| -------------------- | -------------------- | -------------------- | -------------------- | -------------------- |
| جنسیت                | 1                    | 2                    | 3                    | کل                   |
| مردان                | ۰                    | ۰                    | ۲                    | ۲                    |
| کل                   | ۰                    | ۰                    | ۲                    | ۲                    |

| مدال‌ها بر اساس تاریخ | مدال‌ها بر اساس تاریخ | مدال‌ها بر اساس تاریخ | مدال‌ها بر اساس تاریخ | مدال‌ها بر اساس تاریخ | مدال‌ها بر اساس تاریخ |
| -------------------- | -------------------- | -------------------- | -------------------- | -------------------- | -------------------- |
| تاریخ                | 1                    | 2                    | 3                    | کل                   |                      |
| ۴ اوت                | ۰                    | ۰                    | ۱                    | ۱                    |                      |
| ۵ اوت                | ۰                    | ۰                    | ۱                    | ۱                    |                      |
| کل                   | ۰                    | ۰                    | ۲                    | ۲                    |                      |

## پیش‌زمینه
در ۱۲ مارس ۲۰۲۳، وزیر جوانان و ورزش مالزی، هنا یئوه، رئیس فدراسیون فوتبال مالزی و را به عنوان رئیس و نیکول دیوید، اسکواش‌باز افسانه‌ای را به عنوان معاون وی در کاروان المپیکی منسوب کرد. آنها همچنین شعار کاروان خود را "Road to Gold" (پیش به‌سوی طلا) برای حمایت از کاروان المپیکی در تلاش برای کسب مدال طلای المپیک آغاز کرد.
در ۲۳ ژوئن ۲۰۲۴، در پیوند با روز المپیک، شورای المپیک مالزی، از یک طرح برای کاروان المپیکی این کشور رونمایی کرد. این طرح، یک نوار ببر طراحی شده بود و توسط شرکت یونکس ارائه شده بود. اما پس از واکنش‌های افکار عمومی، در این طرح تجدید نظر شد و یک نسخه جدید ببر خشن‌تر در ۲ ژوئیه ۲۰۲۴ رونمایی شد.
در ۱ ژوئیه ۲۰۲۴، شورای المپیک مالزی، شیرجه‌زن برتراند رودیکت لیسس و قایقران بادبانی کاروان خود، نور شزرین محمد لطیف را به عنوان پرچمدار مراسم گشایش بازی‌های المپیک معرفی کرد. در رژهٔ ملل در بخش گشایش، ۱۰ تن به نمایندگی از این کاروان شرکت کردند که شامل ۴ همراه و ۶ ورزشکار بود.[۸]
همهٔ شرکت‌کنندگان همراه با کاروان المپیکی مالاوی و مالدیو، بر یک قایق‌سوار بودند و از رود سن گذشتند.
شرکت‌کنندگان لباس‌های سنتی طراحی‌شده توسط رزمان روزینی به نام «مالیا» را پوشیدند که دارای طرح رنگ سبز زیتونی و نقوش آواز طلایی بود تا نمادی از آرزوهای مدال طلای آنها باشد. مردان مالزی در این رژه، باجو ملایو تلوک بلانگا را پوشیدند، در حالی‌که زنان باجو کورونگ را با کلوبانگ پوشیدند.

## شرکت‌کنندگان
ورزشکاران مالزی در رشته‌های زیر در این دوره به رقابت با سایرین پرداختند.
| ورزش              | مردان | زنان | کل |
| ----------------- | ----- | ---- | -- |
| تیراندازی با کمان | ۰     | ۳    | ۳  |
| دو و میدانی       | ۱     | ۰    | ۱  |
| بدمینتون          | ۴     | ۴    | ۸  |
| دوچرخه‌سواری       | ۲     | ۲    | ۴  |
| شیرجه             | ۱     | ۱    | ۲  |
| گلف               | ۱     | ۱    | ۲  |
| قایقرانی بادبانی  | ۱     | ۱    | ۲  |
| تیراندازی         | ۱     | ۰    | ۱  |
| شنا               | ۱     | ۱    | ۲  |
| وزنه‌برداری        | ۱     | ۰    | ۱  |
| کل                | ۱۳    | ۱۳   | ۲۶ |